# Consciencia fenoménica

El color rojo saturado tal como lo percibimos aquí constituye un ejemplo paradigmático y puro de experiencia cualitativa consciente.

En el contexto de la filosofía de la mente, la consciencia fenoménica es lo que caracteriza la «experiencia» o la «sensación» de un sujeto. A diferencia de la consciencia definida como «cognición», la consciencia fenoménica se asocia a una experiencia cualitativa, como la percepción de un color, la sensación de calor o de frío, el sentimiento de ansiedad (hablamos entonces de qualia).

## Subjetividad y aspecto cualitativo
El término «conciencia» tiene notoriamente varios significados, incluso en filosofía de la mente. Pero el significado al que se han atribuido los filósofos de la mente contemporáneos es el de «consciencia fenoménica», un concepto que se supone designa ciertas características presentadas por al menos ciertos estados mentales, como la subjetividad o el aspecto cualitativo de la experiencia asociada a ellos.
Por lo general, el carácter subjetivo de la experiencia y su carácter cualitativo se entienden conjuntamentes, pero, según Uriah Kriegel, los filósofos de la mente que hablan de consciencia fenoménica a veces hacen hincapié en el primer aspecto y a veces en el segundo. Según Kriegel, la consciencia fenoménica tiene un carácter cualitativo en virtud de que representa características ambientales, y un carácter subjetivo en virtud de que se representa a sí misma, pero existen muchas interpretaciones diferentes de esta doble característica de la consciencia fenoménica.

### Subjetividad, experiencia en «primera persona»
La «consciencia fenoménica» generalmente se refiere a esa sensación subjetiva que está presente cuando nosotros mismos somos los sujetos del estado en cuestión y que falta cuando este no es el caso. Hablamos entonces de un punto de vista en «primera persona» —un punto de vista adoptado por alguien que dice «veo» o «siento» al describir sus sensaciones— para caracterizar el modo privilegiado de acceso que así tenemos con nuestro propios estados mentales, porque somos nosotros quienes los tenemos.
Desde los artículos pioneros de Thomas Nagel en 1974 y Franck Jackson en 1982, se ha planteado la cuestión de si existe una diferencia significativa entre experimentar o sentir uno mismo un estado mental, experimentarlo «en primera persona» (desde el punto de vista del «yo») y el hecho de representar o describir este estado mental «en tercera persona», desde el punto de vista de un observador externo. Esta diferencia suele resumirse diciendo que la experiencia vivida «en primera persona» presenta un carácter «subjetivo» que no es reducible —al menos en su descripción— al aspecto fisiológico del estado mental correspondiente.

Descripción esquemática del sistema de percepción de ecolocalización de los murciélagos durante sus movimientos.

De acuerdo con Nagel, el conocimiento científico, por su carácter objetivo, deja «algo de lado»: el aspecto subjetivo y «fenoménico» de la experiencia. Este aspecto de la experiencia escapa a la descripción objetiva del estado mental que le corresponde. Por ejemplo, la descripción objetiva de lo que sucede en el cerebro de un murciélago cuando percibe su entorno mediante la ecolocalización no abarca la experiencia de ecolocalización que realiza el propio murciélago, a la que también nos resulta inaccesible debido a nuestra propia constitución fisiológica.
Según Nagel, el punto de vista del observador externo es el que la ciencia adopta desde el principio, aunque intenta ignorar el punto de vista particular del propio observador. El conocimiento científico objetivo es el de un observador externo impersonal; en este sentido, se opone a la consciencia que un sujeto tiene de sus propios estados. En cambio, la consciencia fenoménica se refiere a la experiencia de la que uno es directamente consciente, que es siempre una experiencia subjetiva accesible a la introspección, pero inobservable desde el exterior. Por tanto, existe un hiato entre las descripciones científicas de la conciencia, que se refieren al comportamiento o funcionamiento del cerebro públicamente observable, y la consciencia fenoménica específica del sujeto.
Jackson confirma la postura de Nagel invocando el caso de la percepción del color: incluso la descripción completa del estado neurofisiológico en el que se encuentra una persona que ve los colores no incluye la visión de los colores tal como los percibimos, incluso «con nuestros propios ojos». La consciencia fenoménica no es, pues, reducible a las condiciones físicas o fisiológicas de su aparición y es inseparable de la subjetividad del individuo.

### Aspecto cualitativo, «lo que es ser»
La noción de consciencia fenoménica no se limita a la idea de apariencia o manifestación subjetiva. Otra idea asociada a esta noción es que la experiencia subjetiva que estoy teniendo en un momento determinado no sólo se distingue numéricamente de mis otras experiencias vividas, sino que también se diferencia de ellas cualitativamente.
Trivialmente, no es lo mismo ver rojo que ver azul o escuchar la nota «do», y, a fortiori, no es lo mismo estar enojado que ver todo de rojo (aunque a veces usemos la expresión metafórica «ver todo de rojo» para caracterizar el sentimiento de ira). Existe una diferencia cualitativa considerable entre estas experiencias. En el sentido fenoménico, la palabra «rojo» designa literalmente una determinada cualidad cromática, que se distingue de otras cualidades visuales, y más aún de las auditivas, táctiles, etc. Así, la noción de consciencia fenoménica está asociada a la idea de que lo que se nos manifiesta en la experiencia «vivida» son siempre ciertos aspectos cualitativos determinados. Según Ned Block, siempre va acompañado de un distinctive feel (‘sensación distintiva’)   de naturaleza cualitativa.
Cuando los filósofos de la mente hablan de consciencia fenoménica, generalmente se refieren a esta sensación distintiva que, en el vocabulario de Thomas Nagel, corresponde a what it is like to be  (‘lo que es ser’) en un determinado estado mental.

## Consciencia e intencionalidad

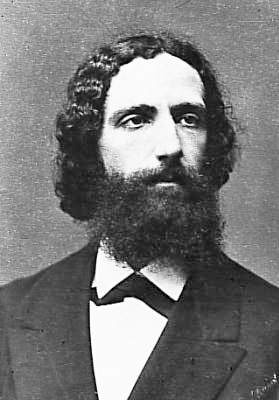
Franz Brentano. Al considerar la intencionalidad como la «marca de la mente», veía la consciencia como un proceso necesariamente intencional.

Según el filósofo y psicólogo Franz Brentano, lo que distingue a la consciencia de las entidades puramente físicas es su intencionalidad. La característica de la consciencia es que está dirigida hacia algo distinto de sí misma —siempre es consciencia de algo—, mientras que las entidades físicas no son más que lo que son. Es esta dirección de la consciencia hacia algo distinto de sí misma lo que Brentano llama «intencionalidad», actualizando así un viejo concepto de la escolástica medieval. Hoy en día, la mayoría de los filósofos contemporáneos aceptan la idea de que la intencionalidad es un signo de actividad mental, pero que no implica consciencia fenoménica. Esta posición es descrita por algunos autores como «separatista», en el sentido de que estipula que la consciencia fenoménica y la intencionalidad son dos aspectos separables o independientes de la actividad mental. Por el contrario, el inseparatismo sostiene que la consciencia y la intencionalidad son interdependientes o inseparables.

### Separatismo
Desde finales del siglo XX, la tesis «separatista» ha sido la tesis dominante en filosofía de la mente. Es la posición adoptada en particular por Jaegwon Kim, quien, en su libro titulado Mind in a Physical World, escribe: «Si alguien nos pidiera que creáramos una máquina con conciencia, […] no creo que sabríamos por dónde empezar». Sin embargo, si nos pidieran diseñar una estructura con intencionalidad, comenta además, «me parece que podríamos empezar a diseñar» algo así. La intencionalidad sería, por tanto, independiente de la consciencia entendida en el sentido de consciencia fenoménica (subjetiva y cualitativa), porque producir la primera no consiste en producir la segunda.
Otros autores apoyan la tesis de la independencia en la dirección opuesta. La mente de un sujeto puede ser consciente sin que este fenómeno implique estructura intencional alguna. Hay estados mentales que no representan nada en absoluto. John Searle, que defiende esta posición, da como ejemplos de tales estados al menos algunas formas de euforia, depresión o ansiedad, estados en los que no estamos «eufóricos, deprimidos o ansiosos por nada». En su opinión, hay muchos estados conscientes que no son intencionales, aunque la intencionalidad («Intentionality» en el vocabulario de Searle) implica una forma de consciencia que se experimenta «en primera persona». La relación de independencia es entonces la de la consciencia fenoménica en relación con la intencionalidad.

### Inseparatismo y representacionalismo
El «inseparatismo» es la tesis de que la mente es un fenómeno unificado y no dividido entre consciencia fenoménica e intencionalidad: las características de la consciencia y la intencionalidad son interdependientes e inseparables. Según esta tesis, la consciencia tiene una estructura intencional que le es característica y que permite que los contenidos conscientes se presenten inmediatamente al sujeto consciente. Esta relación inmediata de la consciencia fenoménica con sus objetos prohíbe el escepticismo radical, ya que no es posible que un sujeto consciente dude de la existencia «fenoménica» (mental o subjetiva) de lo que experimenta. Por tanto, se dice que la consciencia fenoménica es «transparente».
Esta posición es aceptada por los defensores de las llamadas «teorías representacionales» de la consciencia fenoménica, para las cuales todo lo consciente o fenoménico es intencional o está dirigido hacia algo. Según esta forma de «representacionalismo», encarnada en particular por Fred Dretske y Michael Tye, nuestras experiencias perceptivas (percepciones visuales, auditivas, etc.) representan el entorno local, mientras que nuestras experiencias sensoriales «internas» (dolores, picores, etc.) nos informan sobre nuestro cuerpo. Incluso las emociones y los sentimientos tienen objetos intencionales, como cuando tenemos miedo de algo. Este objeto puede ser indeterminado de modo que algunas emociones parezcan no tener objeto. Así, la ansiedad, que Searle define como una emoción sin objeto, es en realidad un tipo de representación mediante la cual representamos cualquier cosa (y no un objeto o situación particular) como una fuente de miedo o ansiedad. Quienes adoptan esta posición defienden, de manera más general, una teoría perceptual de las sensaciones corporales que encuentra su origen en David M. Armstrong y George Pitcher.